# نوكس رامزي
نوكس رامزي (بالإنجليزية: Knox Ramsey)‏ هو لاعب كرة قدم أمريكية أمريكي، ولد في 13 فبراير 1926 في إنديانا في الولايات المتحدة، وتوفي في 19 مارس 2005 في ريتشموند في الولايات المتحدة.

## وصلات خارجية
- نوكس رامزي على موقع مرجع كرة القدم المحترفة.كوم (الإنجليزية)